# Ophrys poisneliae
Ophrys poisneliae là một loài thực vật có hoa trong họ Lan. Loài này được Menos mô tả khoa học đầu tiên năm 2000.